# Бобонару
Бобонару (тетум Bobonaru, порт. Bobonaro) — один з 13 районів Східного Тимору. Площа становить 1380,82 км². Адміністративний центр — місто Мальяна, розташоване за 149 км на північний захід від столиці країни, міста Ділі.

## Географія
Розташований в північно-західній частині країни. Межує з районами Ликіса (на північному сході), Ермера і Айнару (на сході), Кова-Ліма (на півдні і південному сході), а також з Індонезією (на заході). На півночі омивається водами моря Саву. Найвищі вершини: Тапойя (1934 м), Леолаку (1929 м), Фохо-Каілаку (1916 м) і Лебер (1403 м).
Пропускний пункт в селі Мотаайн, на захід від Батугаді, є найважливішим місцем перетину кордону між Східним Тимором і Індонезією.

## Населення
Населення округу за даними на 2010 рік становить 92 049 осіб; для порівняння, на 2004 рік воно налічувало 83 034 чоловік. Щільність населення — 66,66 чол./км². Середній вік населення становить 18,9 років.
За даними на 2004 рік, в Балібо на 1 жінку в середньому припадає 6,17 дітей; в Атабае — 6,60 дітей; в Лолотое — 6,46 дітей; в Мальяні — 6,53 дітей; в Бобонару — 7,19 дітей і в Каїлаці — 8,32 дітей. Для порівняння, в середньому по країні цей показник становить 6,99 дітей. Рівень дитячої смертності змінюється від 94 на 1000 новонароджених в подрайоне Балібо до 149 на 1000 — в підрайоні Бобонару. В середньому по країні цей показник становить 98 на 1000.
Приблизно половина населення говорить на мові кемак, 33 % говорять на бунак, 11,8 % — на тетум і 4,7 % — на бекаїс. Поширені також інші місцеві мови і діалекти. 37,5 % населення володіють мовою тетум (включаючи тих, для яких вона є другою і третьою мовами); 31,0 % володіють індонезійською і 10,7 % — португальською. 64,1 % населення неписьменні (68,1 % жінок і 60,0 % чоловіків). Тільки 6,7 % осіб старше 18 років закінчили середню школу (4,3 % жінок і 9,1 % чоловіків).
За даними на 2004 рік 99,6 % населення складають католики; 0,2 % — прихильники традиційних анімістичних вірувань; 0,1 % — протестанти і 0,2 % — мусульмани.

## Адміністративний поділ

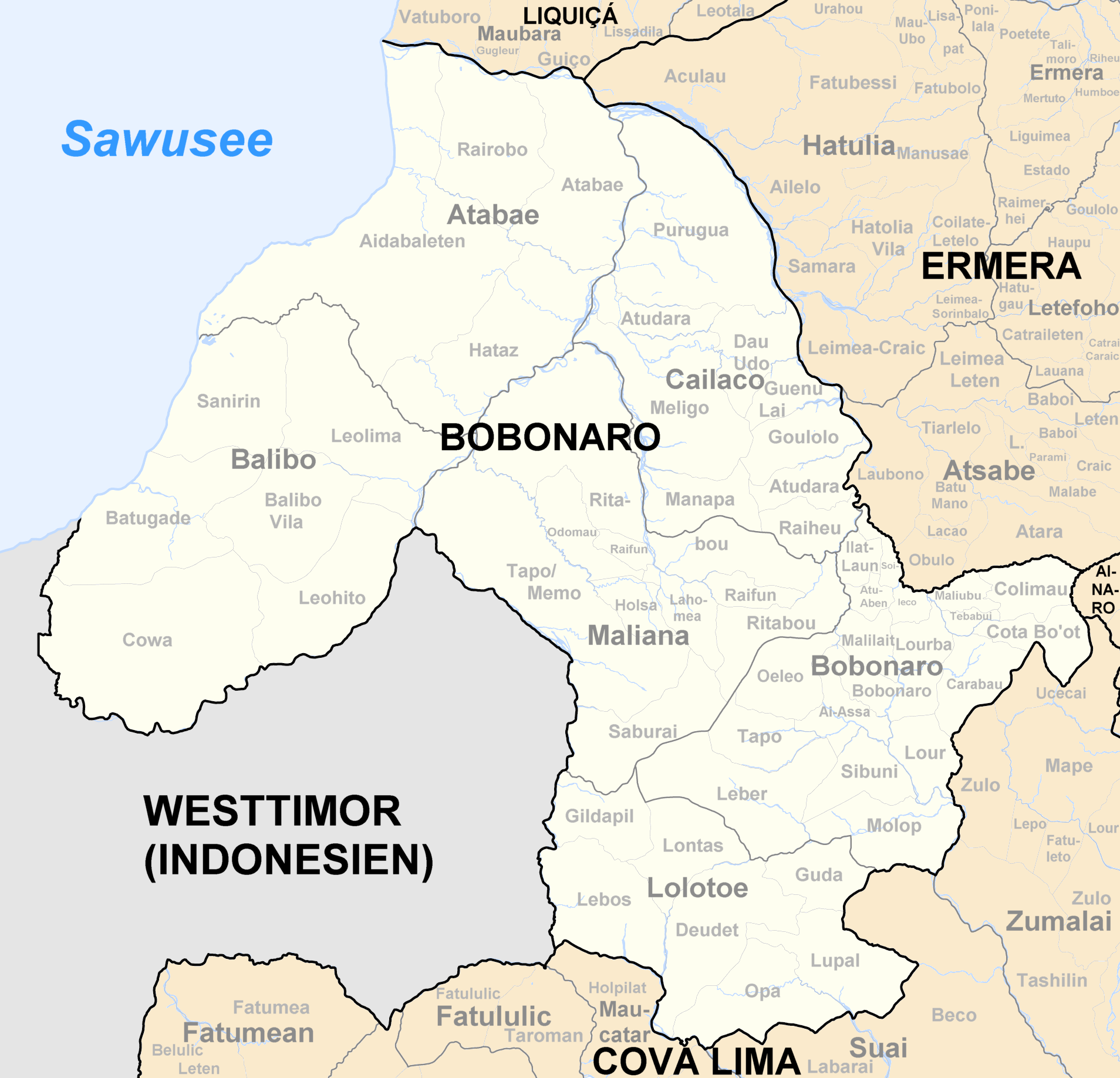
Карта адміністративного поділу

В адміністративному відношенні поділяється на 6 підрайонів:
| Підрайон | Населення, чол. (2010) | Площа, км² |
| -------- | ---------------------- | ---------- |
| Атабае   | 11 024                 | 252,80     |
| Балібу   | 14 851                 | 297,08     |
| Бобонару | 23 854                 | 217,12     |
| Кайлаку  | 9957                   | 205,17     |
| Лолоту   | 7129                   | 169,31     |
| Мальяна  | 25 234                 | 239,35     |

## Галерея

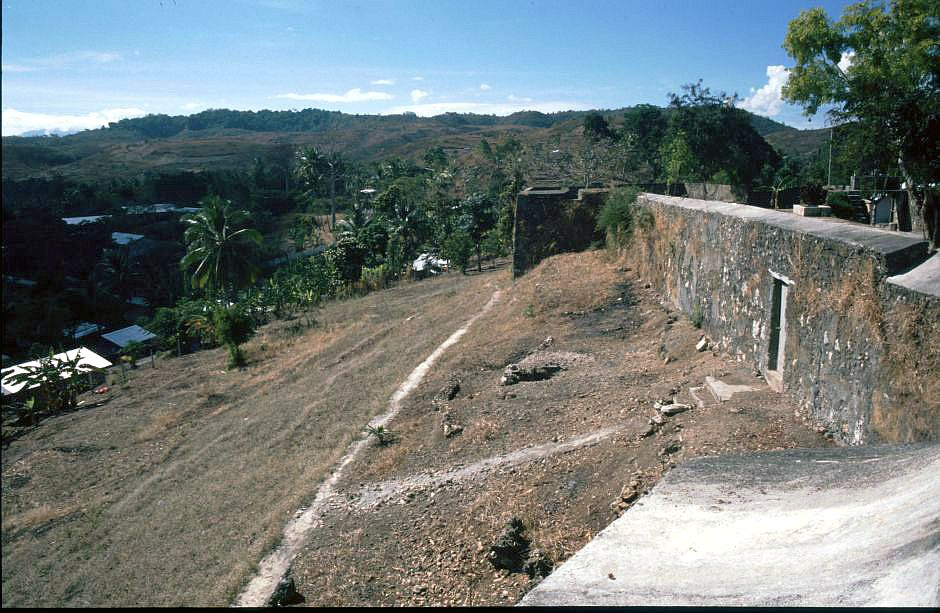
Португальські укріплення в Балібу
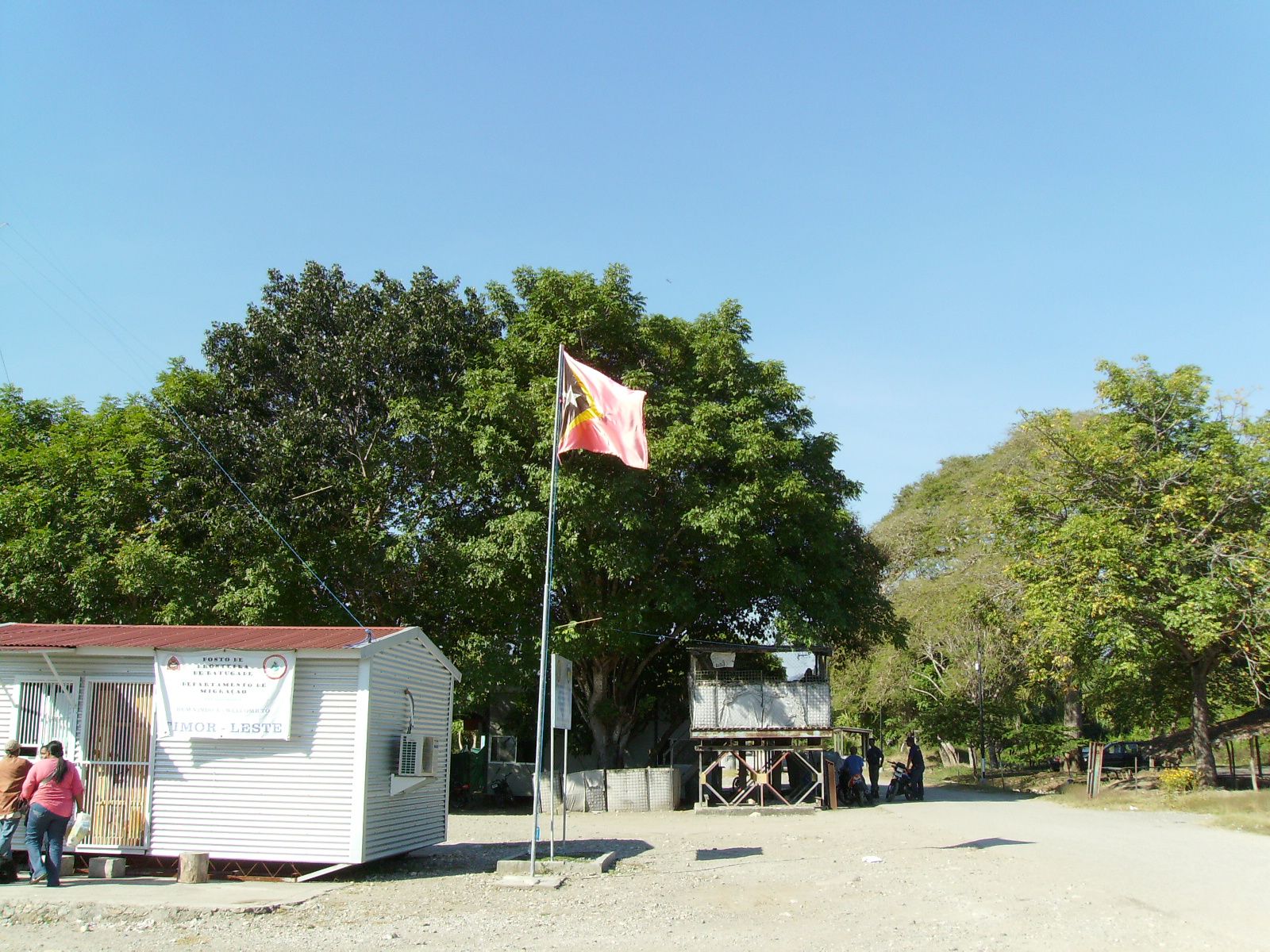
Індонезійський кордон в Мотаайн
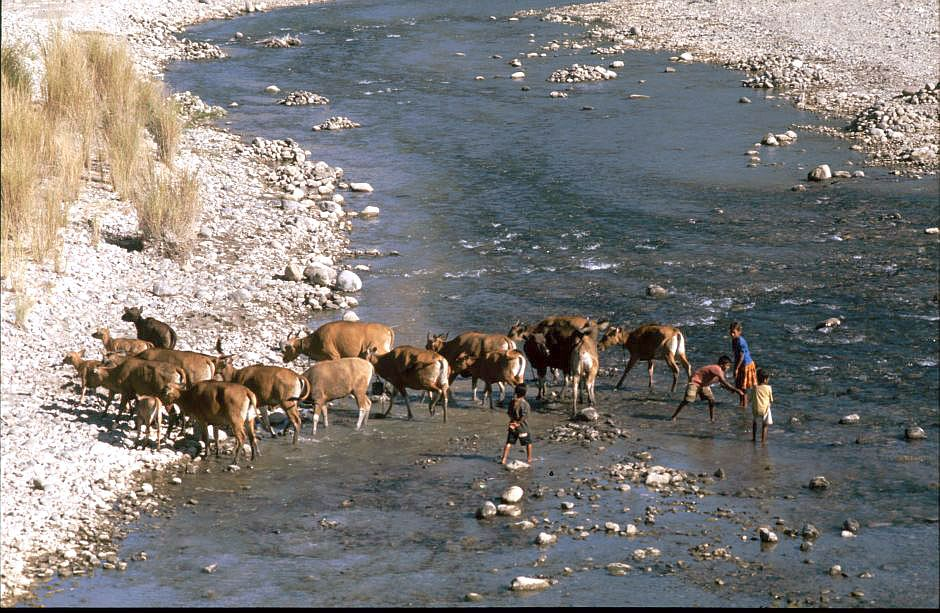
Місцевість між Мальяна і Балібу
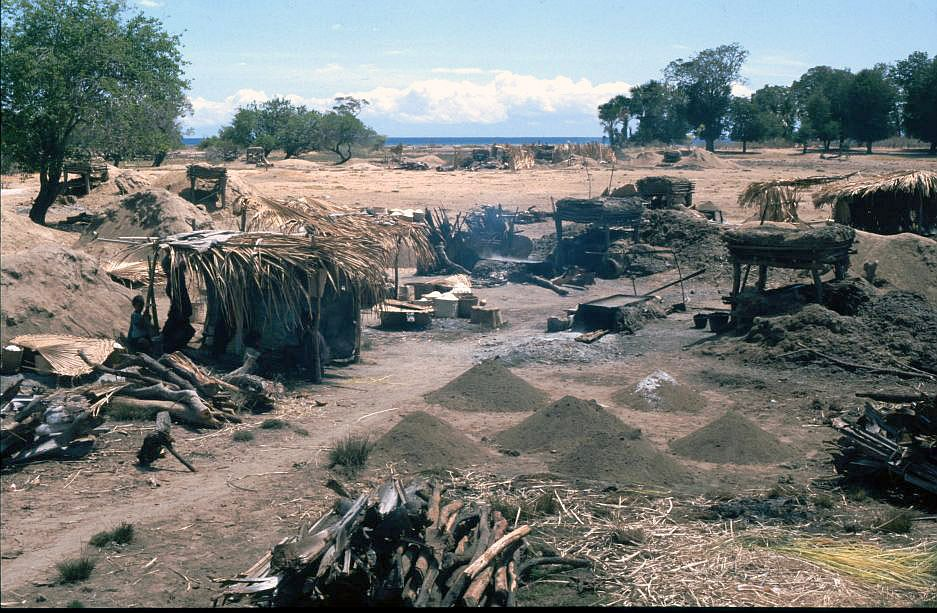
Солеварня в Атабае
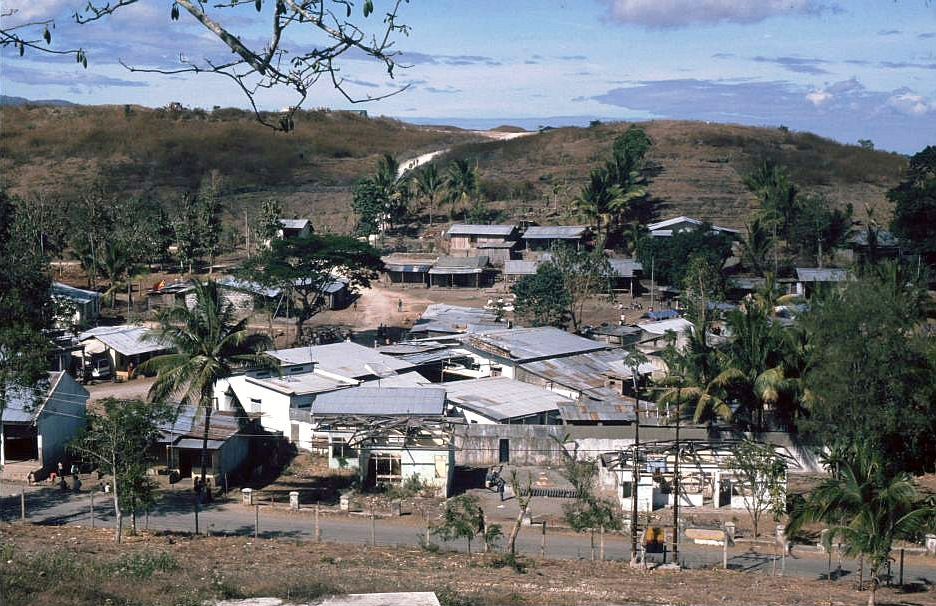
Село Балібу